# Нікола Франькова
Нікола Франькова (чеськ. Nikola Fraňková; нар. 7 лютого 1988) — колишня чеська тенісистка.
Найвищу одиночну позицію світового рейтингу — 249 місце досягла 9 березня 2009, парну — 157 місце — 14 вересня 2009 року.
Здобула 1 одиночний та 18 парних титулів туру ITF.

## Юніорські фінали турнірів Великого шолома

### Дівчата, парний розряд
| Результат | Рік  | Турнір                                 | Покриття | Партнерка        | Суперниці                         | Рахунок       |
| --------- | ---- | -------------------------------------- | -------- | ---------------- | --------------------------------- | ------------- |
| Поразка   | 2005 | Відкритий чемпіонат Австралії з тенісу | Тверде   | Агнеш Савай      | Вікторія Азаренко Марина Еракович | 0–6, 2–6      |
| Перемога  | 2005 | Відкритий чемпіонат США з тенісу       | Тверде   | Аліса Клейбанова | Алекса Ґлетч Ваня Кінг            | 7–5, 7–6(7–3) |

## Фінали ITF

### Одиночний розряд: 5 (1–4)
| Легенда          |
| ---------------- |
| турніри $100,000 |
| турніри $75,000  |
| турніри $50,000  |
| турніри $25,000  |
| турніри $10,000  |

| Фінали за покриттям |
| ------------------- |
| Тверде (1–2)        |
| Ґрунт (0–0)         |
| Трава (0–0)         |
| Килим (0–2)         |

| Результат | Ранг | Дата            | Турнір                 | Покриття  | Суперниця              | Рахунок          |
| --------- | ---- | --------------- | ---------------------- | --------- | ---------------------- | ---------------- |
| Поразка   | 1.   | 28 лютого 2007  | ITF Бухен, Німеччина   | Килим (i) | Даниця Крстаїч         | 3–6, 6–3, 6–7(4) |
| Поразка   | 2.   | 3 березня 2008  | ITF Мінськ, Білорусь   | Килим (i) | Анастасія Павлюченкова | 0–6, 1–6         |
| Поразка   | 3.   | 11 травня 2008  | ITF Ірапуато, Мексика  | Тверде    | Маріана Дуке-Маріньо   | 4–6, 6–3, 3–6    |
| Перемога  | 1.   | 12 вересня 2011 | ITF Анталія, Туреччина | Тверде    | Франсеска Стівенсон    | 6–4, 6–3         |
| Поразка   | 4.   | 19 вересня 2011 | ITF Адана, Туреччина   | Тверде    | Сюй Цзеюй              | 0–6, 5–7         |

### Парний розряд: 30 (18–12)
| Легенда          |
| ---------------- |
| турніри $100,000 |
| турніри $75,000  |
| турніри $50,000  |
| турніри $25,000  |
| турніри $15,000  |
| турніри $10,000  |

| Фінали за покриттям |
| ------------------- |
| Тверде (9–7)        |
| Ґрунт (5–4)         |
| Трава (0–1)         |
| Килим (4–0)         |

| Результат | Ранг | Дата              | Турнір                          | Покриття   | Партнерка                        | Суперниці                                  | Рахунок             |
| --------- | ---- | ----------------- | ------------------------------- | ---------- | -------------------------------- | ------------------------------------------ | ------------------- |
| Перемога  | 1.   | 28 травня 2006    | ITF Кампобассо, Італія          | Ґрунт      | Аліса Клейбанова                 | Олена Чалова Рената Ворачова               | w/o                 |
| Перемога  | 2.   | 12 червня 2006    | ITF Ленцергайде, Швейцарія      | Ґрунт      | Люсі Кріґсманнова                | Кармен Клашка Юстіна Озга                  | 6–2, 6–4            |
| Перемога  | 3.   | 7 листопада 2006  | ITF Ополе, Польща               | Килим (i)  | Андреа Сестіні Главачкова        | Ольга Брозда Наталія Колат                 | 7–5, 6–0            |
| Перемога  | 4.   | 15 листопада 2006 | ITF Пршеров, Чехія              | Тверде (i) | Андреа Главачкова                | Ева Грдінова Станіслава Грозенська         | 6–2, 6–7(5), 6–3    |
| Перемога  | 5.   | 14 грудня 2006    | ITF Валашке Мезиржичі, Чехія    | Тверде (i) | Андреа Главачкова                | Ольга Брозда Наталія Колат                 | 6–1, 6–2            |
| Перемога  | 6.   | 26 лютого 2007    | ITF Бухен, Німеччина            | Килим (i)  | Магдалена Кіщиньська             | Ева-Марія Гох Ліза Сабіно                  | w/o                 |
| Перемога  | 7.   | 17 березня 2008   | ITF Санкт-Петербург, Росія      | Тверде (i) | Павлюченкова Анастасія Сергіївна | Ніна Братчикова Василіса Давидова          | 6–2, 6–2            |
| Перемога  | 8.   | 24 березня 2008   | ITF Москва, Росія               | Тверде (i) | Павлюченкова Анастасія Сергіївна | Марина Шамайко Сопія Шапатава              | 6–3, 6–2            |
| Поразка   | 1.   | 5 травня 2008     | ITF Ірапуато, Мексика           | Ґрунт      | Штефанія Боффа                   | Сара Борвелл Робін Стівенсон               | 4–6, 6–3, [4–10]    |
| Поразка   | 2.   | 26 травня 2008    | ITF Тольятті, Росія             | Ґрунт      | Патріція Майр-Ахлайтнер          | Братчикова Ніна Олегівна Василіса Давидова | 3–6, 7–5, [3–10]    |
| Поразка   | 3.   | 16 червня 2008    | ITF Стамбул, Туреччина          | Тверде     | Штефанія Боффа                   | Теодора Мирчич Ленка Тварошкова            | 5–7, 6–7(4)         |
| Поразка   | 4.   | 12 липня 2008     | ITF Філікстоу, Велика Британія  | Трава      | Анна Говкінс                     | Сара Борвелл Кортні Негл                   | 5–7, 3–6            |
| Поразка   | 5.   | 17 серпня 2008    | ITF Пенза, Росія                | Ґрунт      | Ірина Бурячок                    | Ксенія Палкіна Сопія Шапатава              | 4–6, 4–6            |
| Поразка   | 6.   | 13 жовтня 2008    | ITF Торонто, Канада             | Тверде (i) | Кармен Клашка                    | Стефані Дюбуа Марі-Ев Пеллетьє             | 4–6, 3–6            |
| Поразка   | 7.   | 8 червня 2009     | ITF Злін, Чехія                 | Ґрунт      | Кармен Клашка                    | Крістіна Кучова Зузана Кучова              | 3–6, 4–6            |
| Перемога  | 9.   | 13 листопада 2010 | ITF Анталія, Туреччина          | Тверде (i) | Марта Сироткіна                  | Дарія Сальникова Нікола Слейтер            | 3–6, 7–5, [10–5]    |
| Перемога  | 10.  | 24 січня 2011     | ITF Каарст, Німеччина           | Килим (i)  | Тереза Гладікова                 | Паула Каня Марина Мельникова               | 3–6, 7–6(1), [10–8] |
| Перемога  | 11.  | 19 вересня 2011   | ITF Адана, Туреччина            | Тверде     | Сюй Цзеюй                        | Гюля Есен Лютфіє Есен                      | 7–6(4), 6–4         |
| Перемога  | 12.  | 10 жовтня 2011    | ITF Астана, Казахстан           | Тверде (i) | Поліна Родіонова                 | Діана Ісаєва Елізавета Немчинов            | 6–2, 5–7, 6–2       |
| Поразка   | 8.   | 17 жовтня 2011    | ITF Алмати, Казахстан           | Тверде (i) | Заліна Хайрудінова               | Анна Даніліна Каміла Керімбаєва            | 3–6, 1–6            |
| Перемога  | 13.  | 28 травня 2012    | ITF Пршеров, Чехія              | Ґрунт      | Тереза Гладікова                 | Сімона Добра Люсі Кріґсманнова             | 4–6, 7–6(7), [10–8] |
| Поразка   | 9.   | 15 жовтня 2012    | ITF Акко, Ізраїль               | Тверде     | Катерина Яшина                   | Наталія Колат Ольга Брозда                 | 2–6, 4–6            |
| Поразка   | 10.  | 22 жовтня 2012    | ITF Ашкелон, Ізраїль            | Тверде     | Яшина Катерина Юріївна           | Наталія Колат Ольга Брозда                 | 6–7(11), 1–6        |
| Перемога  | 14.  | 11 березня 2013   | ITF Орландо, США                | Ґрунт      | Наталія Россі                    | Тетяна Ареф'єва Катержина Крамперова       | 7–5, 2–6, [10–8]    |
| Поразка   | 11.  | 8 квітня 2013     | ITF Шарм-еш-Шейх, Єгипет        | Тверде     | Міхаела Фрліцка                  | Juan Ting-fei Юлія Калабіна                | 3–6, 4–6            |
| Перемога  | 15.  | 22 липня 2013     | ITF Ле-Контамін-Монжуа, Франція | Тверде     | Ніколе Клеріко                   | Амандін Есс Ванеса Фурланетто              | 3–6, 7–6(5), [10–8] |
| Поразка   | 12.  | 14 жовтня 2013    | ITF Лімож, Франція              | Тверде (i) | Ніколе Клеріко                   | Магда Лінетт Вікторія Голубич              | 4–6, 4–6            |
| Перемога  | 16.  | 11 листопада 2013 | ITF Завада, Польща              | Килим (i)  | Тереза Сміткова                  | Юстина Єгйолка Діана Марцинкевич           | 6–1, 2–6, [10–8]    |
| Перемога  | 17.  | 3 березня 2014    | ITF Гейнсвілл, США              | Ґрунт      | Катержина Крамперова             | Роксанн Еллісон Сьєрра Еллісон             | 6–4, 6–3            |
| Перемога  | 18.  | 1 грудня 2014     | ITF Шарм-еш-Шейх, Єгипет        | Тверде     | Клаудія Джовіне                  | Анна Моргіна Анастасія Прібилова           | 7–6(1), 4–6, [10–6] |